# Giovanni IV von Pernstein

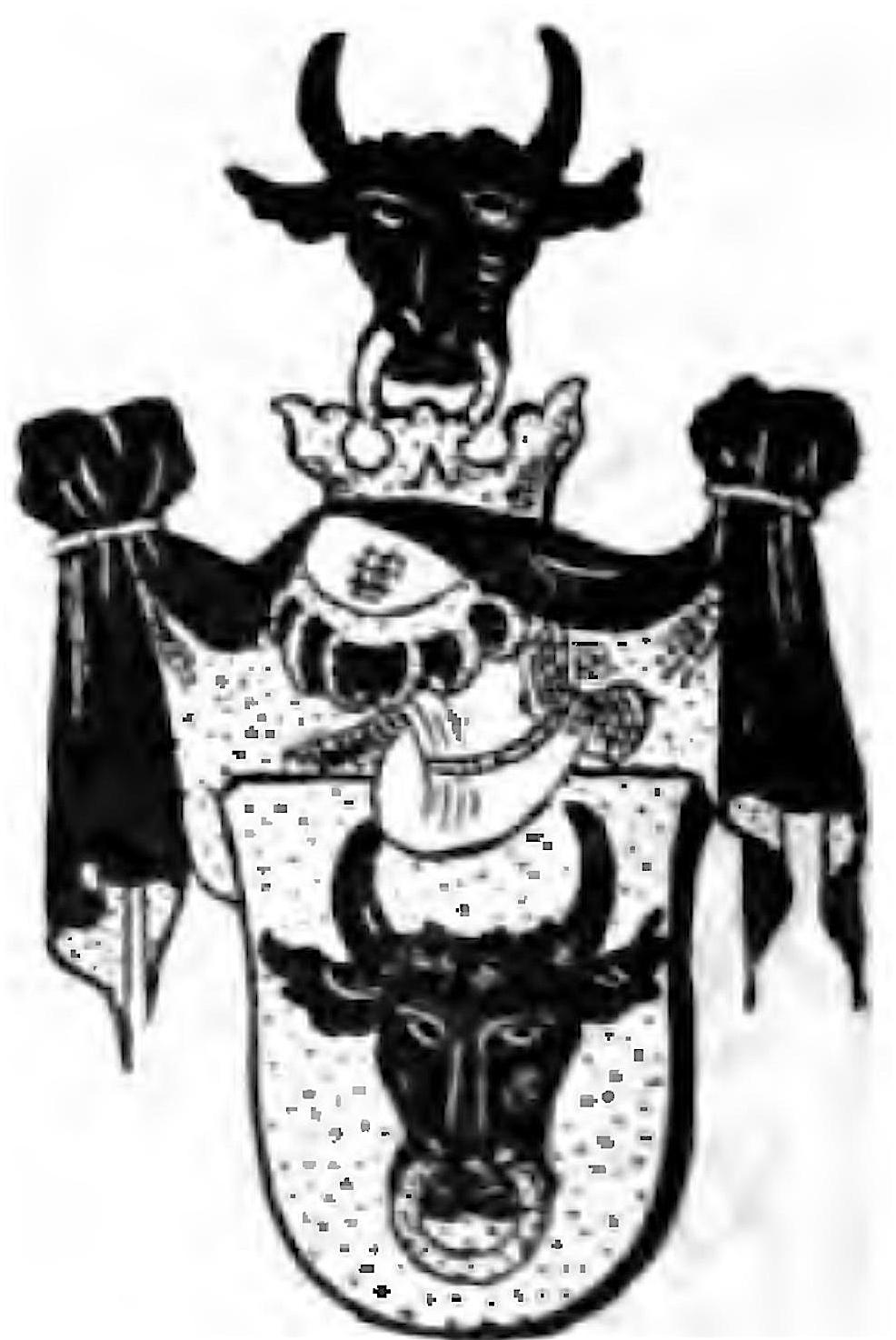
Stemma dei Pernstein

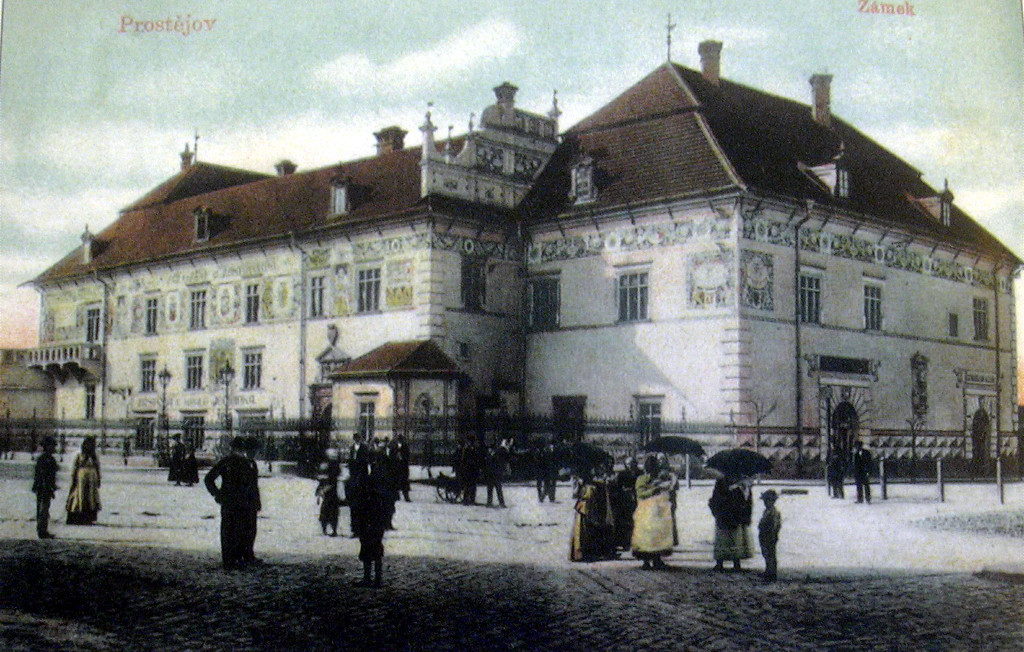
Castello di Prostějov

Giovanni IV von Pernstein (Moravský Krumlov, 14 novembre 1487 – Hrušovany u Brna, 8 settembre 1548) è stato un nobile ceco, fu alto tesoriere della Moravia nel 1506–1516 e Landeshauptmann della Moravia nel 1515–1519 e nel 1526–1528 e governatore della Moravia nel 1530–1532. Nel 1537–1548 fu conte di Kladsko.

## Biografia
Giovanni di Pernštejn era un membro della nobile famiglia morava dei Pernstein. I suoi genitori erano Guglielmo II di Pernstein e Johanka di Liblice. Poco si sa dell'infanzia di Giovanni. Probabilmente trascorse la maggior parte del tempo nel castello di famiglia a Pardubice; rimase anche qualche tempo a Breslavia. Nel 1497 Giovanni e suo fratello minore Vojtěch I di Pernstein furono nominati cavalieri nel castello di Pardubice dal re Ladislao II di Boemia, in viaggio da Praga all'Ungheria. Nel 1506 Giovanni fu nominato Alto Tesoriere della Moravia. Dopo il 1515 fu più volte Landeshauptmann di Moravia. Prima del 1521 si chiamava Giovanni di Tovačov, dal nome del castello dove viveva lui e la sua famiglia.
Giovanni combatté nelle guerre ottomane e partecipò nel 1526 con le truppe della Moravia alla battaglia di Mohács, dove fu ucciso il re Luigi II d'Ungheria. Quando suo fratello Vojtěch I morì nel 1534, Giovanni ereditò le sue vaste proprietà boeme e divenne uno dei proprietari terrieri più ricchi dei paesi cechi, tanto da meritarsi il soprannome di "Giovanni il ricco".
Giovanni aveva un forte senso artistico e nel 1516 fondò a Třebíč il primo circolo letterario in Moravia. Nelle sue tenute promosse l'architettura rinascimentale. Tra il 1522 e il 1530 fece costruire un castello a Prostějov, dove visse con la sua famiglia. Nel 1538 iniziò la costruzione del castello a Valašské Meziříčí e la ricostruzione del castello di Pardubice in stile rinascimentale. Il castello di Pernstein, trascurato da suo padre, durante il regno di Giovanni fu ricostruito e ampliato e trasformato in palazzo di rappresentanza. 
Verso la fine della sua vita, Giovanni "il ricco" si trovò in difficoltà finanziarie. Nel 1543 dovette vendere la Signoria di Riesenburg e un anno dopo dovette vendere le Signorie di Náchod e Lanšperk, nonché parti della signoria di Potštejn con il castello di Litice e Brandýs nad Orlicí. Giovanni morì l'8 settembre 1548 nel suo castello a Hrušovany u Brna, nella Moravia meridionale. Fu sepolto nella chiesa della Santa Croce a Doubravník.

## Discendenza
Giovanni IV di Pernstein si sposò tre volte.
Nel 1507 sposò Anna di Kostka di Postupice, che morì nel 1526. Ebbero i seguenti figli:
- Markéta (1514–1529), sposò nel 1529 Enrico II di Münsterberg-Oels
- Johanka (1516–?)
- Kateřina (1518-1552?), sposò nel 1533 Jindřich di Švamberk
- Marie (1524–1566), sposò nel 1540 Venceslao III Adamo di Teschen

La sua seconda moglie fu nel 1528 Edvica di Šelmberk, che morì nel 1535. Ebbero i seguenti figli:
- Jaroslav (1528–1560), sposò nel 1552 Elisabetta Thurzó di Bethlenfalvy (morta nel 1573)
- Vratislav II (1530–1582), sposò nel 1555 Maria Manrique de Lara (morta nel 1608)
- Vojtěch II di Pernštejn (1532–1561), sposò nel 1556 Kateřina Kostka di Postupice (morta nel 1564)
- Kateřina (1534–1571), sposò nel 1550 Eck di Salm

Giovanni si sposò nel 1544 con Magdalena Székely di Ormozd (morta nel 1556), vedova del magnate ungherese Alexei Thurzó di Bethlenfalva. Questo matrimonio è rimasto senza figli.